# Кортуз (село)
Кортуз— село в Краснотуранском районе Красноярского края, административный центр Кортузского сельсовета.

## География
Находится на севере района примерно в 20 километрах по прямой на север-северо-восток от районного центра села Краснотуранск.

## Климат
Климат резко — континентальный с холодной зимой и жарким летом, суровый, с большими годовыми и суточными амплитудами температуры. Максимальная высота снежного покрова 46 см. Среднемесячная температура января колеблется от −23,5 ºС до −21,0 ºС, июля от +19,8 ºС до +18,8 ºС. Среднегодовая температура составляет −0,6 ºС ÷ −1,6 ºС. Годовая сумма осадков составляет 389 мм, причем большая ее часть выпадает в теплый период года (82 % от годовой суммы).

## История
Деревня была основана в 1806 году переселенцами с Кавказа (в основном украинского происхождения) вблизи поселения енисейских казаков, основанного в 1756 году. Первоначально называлась Кортус или Кортуская. Церковь во имя Архистратига Михаила была построена в 1898 году. В советское время работали колхозы им. Буденного, имени 2-й пятилетки и совхоз «Победа».

## Население
Постоянное население составляло 1083 человека в 2002 году (90 % русские), 962 в 2010.

## Инфраструктура
Имеется средняя школа, детский сад, сельский дом культуры, библиотека, ФАП.